# John Haden Wilson
John Haden Wilson (* 20. August 1867 in Nashville, Tennessee; † 28. Januar 1946 in Butler, Pennsylvania) war ein US-amerikanischer Politiker. Zwischen 1919 und 1921 vertrat er den Bundesstaat Pennsylvania im US-Repräsentantenhaus.

## Leben
Noch in seinem Geburtsjahr kam John Wilson mit seinen Eltern nach Harmony im Butler County in Pennsylvania. Er besuchte die öffentlichen Schulen seiner neuen Heimat und danach einige Colleges in Pennsylvania. Nach einem anschließenden Jurastudium und seiner 1893 erfolgten Zulassung als Rechtsanwalt begann er ab 1896 in Butler in diesem Beruf zu arbeiten. Zwischenzeitlich unterrichtete er als Lehrer. Drei Jahre lang war er Mitglied der Nationalgarde von Pennsylvania. In diese Zeit fielen die unter dem Namen Homestead Riots bekannt gewordenen sozialen Unruhen, bei denen auch die Nationalgarde eingesetzt war. Zwischen 1906 und 1934, mit Ausnahme seiner Jahre als Kongressabgeordneter, war Wilson juristischer Vertreter der Stadt Butler. Politisch wurde er Mitglied der Demokratischen Partei. In den Jahren 1916, 1932, 1936 und 1940 nahm er als Delegierter an den jeweiligen Democratic National Conventions teil, auf denen Woodrow Wilson und später Franklin D. Roosevelt als Präsidentschaftskandidaten nominiert wurden.
Nach dem Tod des Abgeordneten Edward Everett Robbins, der 1918 wiedergewählt worden war, aber am 25. Januar 1919 verstarb, wurde Wilson bei der fälligen Nachwahl für den 22. Sitz von Pennsylvania als dessen Nachfolger in das US-Repräsentantenhaus in Washington, D.C. gewählt, wo er am 4. März 1919 sein neues Mandat antrat. Da er im Jahr 1920 nicht bestätigt wurde, konnte er bis zum 3. März 1921 nur eine Legislaturperiode im Kongress absolvieren. Während dieser Zeit wurden der 18. und der 19. Verfassungszusatz ratifiziert. Dabei ging es um das Verbot des Alkoholhandels und die bundesweite Einführung des Frauenwahlrechts.
Nach dem Ende seiner Zeit im US-Repräsentantenhaus praktizierte John Wilson zunächst wieder als Anwalt. Zwischen 1933 und 1943 war er im Butler County als Richter tätig. Er starb am 28. Januar 1946 in Butler, wo er auch beigesetzt wurde.